# Guiana nos Jogos Paralímpicos de Verão de 2020
Guiana participará dos Jogos Paralímpicos de Verão de 2020, que ocorrerão na cidade de Tóquio, Japão. Esta será a estreia do país nos Jogos Paraolímpicos. Na sua primeira participação na competição, contará com a presença de apenas um atleta.

## Competidores

### Por modalidade esportiva
| Esporte  | Masculino | Feminino | Total |
| -------- | --------- | -------- | ----- |
| Ciclismo | 1         | 0        | 1     |
| Total    | 1         | 0        | 1     |

## Ciclismo
A Guiana enviou um ciclista aos Jogos após conseguir uma vaga na cota de alocação do ranking das Nações da UCI de 2018 para as Américas.
| Atleta              | Evento | Qualificação | Qualificação | Final     | Final |
| Atleta              | Evento | Resultado    | Pos.         | Resultado | Pos.  |
| ------------------- | ------ | ------------ | ------------ | --------- | ----- |
| Walter Grant-Stuart |        |              |              |           |       |